# Déclaration Angola-Cuba de 1984
Dans la Déclaration Angola-Cuba de 1984, signée le 19 mars 1984 à La Havane par le président angolais José Eduardo dos Santos et le premier ministre cubain Fidel Castro, les deux pays conviennent du retrait des forces cubaines d'Angola, après le retrait des troupes sud-africaines d'Angola et de Namibie, et une fois que la résolution 435 du Conseil de sécurité de l'ONU sur l'indépendance de la Namibie sera strictement appliquée.
Peu après l'indépendance du Portugal en 1975, une guerre civile éclate entre les trois principaux groupes armés angolais. Ces trois principaux groupes de guérilla conviennent d'établir un gouvernement de transition en janvier 1975. Cependant, deux mois plus tard, le FNLA, le MPLA et l'UNITA commencent à s'affronter et le pays se divise en zones contrôlées par des groupes politiques armés rivaux.
Le MPLA prend le contrôle de la capitale Luanda et d'une grande partie du reste du pays. Avec le soutien des États-Unis, le Zaïre et l'Afrique du Sud interviennent militairement en faveur du FNLA et de l'UNITA afin de prendre Luanda avant la déclaration d'indépendance. En réponse, Cuba intervient en faveur du MPLA, qui devient un foyer de la guerre froide. Avec le soutien de Cuba, le MPLA prend Luanda et déclare l'indépendance le 11 novembre 1975. Agostinho Neto devient le premier président, malgré la poursuite de la guerre civile. José Eduardo dos Santos devient le premier président élu de l'Angola issu du MPLA-LT et continue de bénéficier du soutien de Cuba.

## Contexte

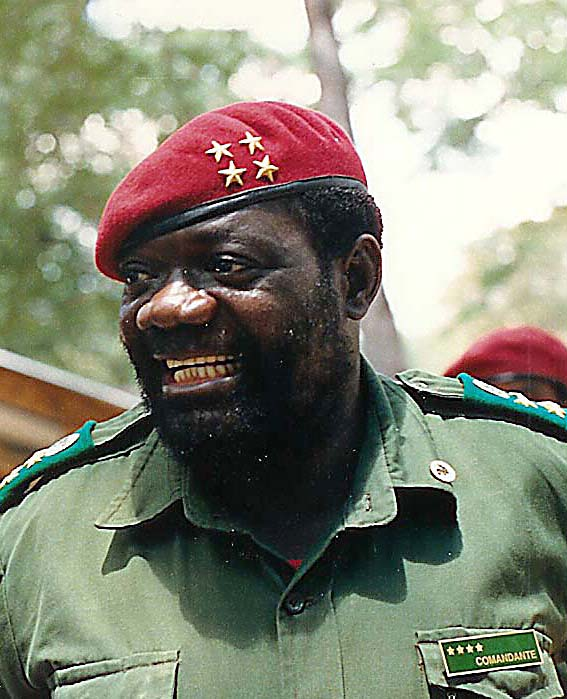
Jonas Savimbi, le leader de l'UNITA, le principal parti d'opposition

L'Angola est une colonie portugaise pendant plus de 400 ans à partir du XVe siècle. La revendication d'indépendance en Angola prend de l'ampleur au début des années 1950. Le régime portugais refuse d'accéder à ces revendications, provoquant un conflit armé qui éclate en 1961, lorsque des combattants de la liberté attaquent des civils blancs et noirs lors d'opérations transfrontalières dans le nord-est de l'Angola. Ce conflit est appelé guerre coloniale. Parmi les principaux protagonistes figurent le Mouvement populaire de libération de l'Angola (MPLA), fondé en 1956, le Front national de libération de l'Angola (FNLA), apparu en 1961, et l'Union nationale pour l'indépendance totale de l'Angola (UNITA), fondée en 1966. Après de nombreuses années de conflit qui affaiblissent tous les partis insurgés, l'Angola accède à l'indépendance le 11 novembre 1975, après le coup d'État de 1974 à Lisbonne, au Portugal, qui renverse le régime portugais dirigé par Marcelo Caetano.
En 1974, les nouveaux dirigeants révolutionnaires du Portugal entament un processus de changement politique au Portugal et acceptent l'indépendance de ses anciennes colonies à l'étranger. En Angola, une lutte pour le pouvoir éclate immédiatement entre les trois mouvements nationalistes. Ces événements provoquent un exode massif de citoyens portugais, créant jusqu'à 300 000 réfugiés portugais démunis, les retornados. Le nouveau gouvernement portugais tente de négocier un accord entre les trois mouvements rivaux, initialement accepté par ces derniers, mais qui sera par la suite rejeté. Après son indépendance en novembre 1975, l'Angola connaît une guerre civile dévastatrice qui dure plusieurs décennies. Elle fait des millions de morts et engendre de nombreux réfugiés ; elle ne prend fin qu'en 2002.

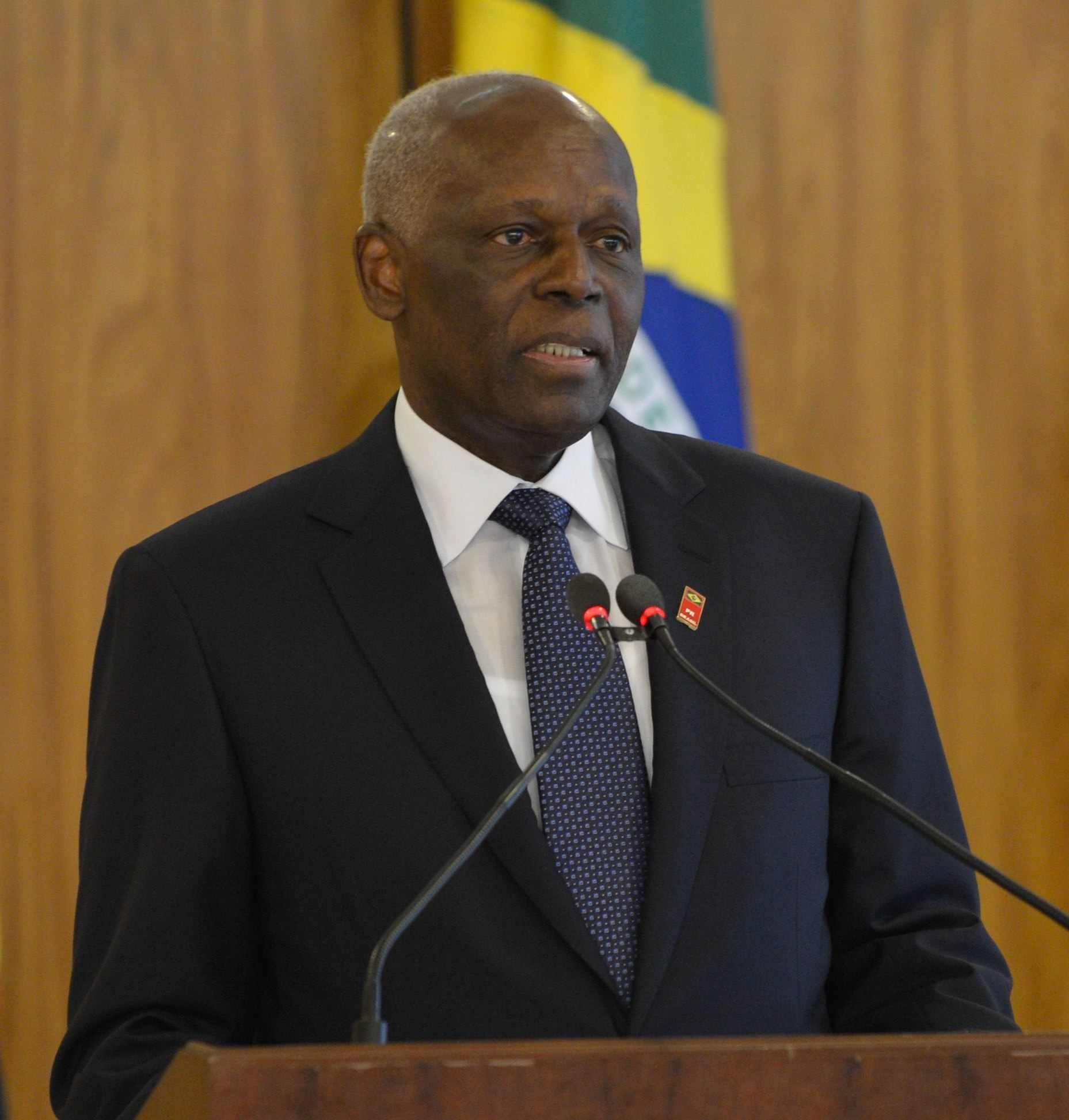
José Eduardo dos Santos qui remporte les élections et devient président de l'Angola

À la suite de négociations menées au Portugal, lui-même en proie à de graves troubles sociaux et politiques et à l'incertitude due à la révolution d'avril 1974, les trois principaux groupes de guérilla angolais acceptent d'établir un gouvernement de transition en janvier 1975. Cependant, en moins de deux mois, le FNLA, le MPLA et l'UNITA commencent à s'affronter et le pays commence à se diviser en zones contrôlées par des groupes politiques armés rivaux. Le MPLA prend le contrôle de la capitale Luanda et d'une grande partie du reste du pays. Avec le soutien des États-Unis, le Zaïre et l'Afrique du Sud interviennent militairement en faveur du FNLA et de l'UNITA dans l'intention de prendre Luanda avant la déclaration d'indépendance. En réponse, Cuba intervient en faveur du MPLA, qui devient un foyer de la Guerre froide. Avec le soutien de Cuba, le MPLA prend Luanda et déclare l'indépendance le 11 novembre 1975. Agostinho Neto devient le premier président, malgré la poursuite de la guerre civile. À cette époque, la plupart du demi-million de Portugais vivant en Angola, qui constituent la majorité des travailleurs qualifiés de l'administration publique, de l'agriculture, de l'industrie et du commerce, quittent le pays, laissant son économie autrefois prospère et en pleine croissance en faillite.

## Intervention cubaine en Angola
L'intervention cubaine en Angola aurait débuté dans les années 1960, mais le déploiement effectif des troupes ne débute qu'en 1975, année de l'indépendance de l'Angola. Les experts constatent une convergence idéologique entre Cuba et le MLPA angolais, ainsi que des racines portugaises communes. Cuba soutient l'Angola dans sa résistance à une série d'attaques menées par les forces combinées de l'Afrique du Sud et de l'UNITA. Les États-Unis tentent de négocier la paix en demandant le retrait systématique des troupes cubaines de la région, parallèlement à la réduction simultanée des effectifs sud-africains. La neutralité des États-Unis est remise en question après leur soutien à l'UNITA. Le président angolais José Eduardo Dos Santos résiste aux pressions des Nations unies pour le retrait des troupes cubaines, invoquant les attaques sud-africaines en Angola de 1981 à 1985. L'Angola reçoit également un soutien en termes d'enseignants, d'ouvriers du bâtiment et de médecins, pour combler le vide laissé par l'émigration des Blancs peu après l'indépendance. Les soldats cubains seraient fiers de faire partie des troupes déployées en Angola. Des allégations circulent également selon lesquelles des soldats cubains auraient contracté le sida pendant leur mission en Angola, mais ces allégations sont fermement démenties.

## Déclaration
La déclaration est une confirmation d'une déclaration conjointe des deux gouvernements faite le 4 février 1982. La déclaration réaffirme que l'Angola et Cuba "reprendront, de leur propre décision et dans l'exercice de leur souveraineté, l'exécution du retrait progressif du contingent militaire cubain dès que les conditions suivantes seront remplies":
- Le retrait unilatéral des troupes sud-africaines du territoire angolais.
- L’application stricte de la résolution 435-78 du Conseil de sécurité de l’ONU, l’accession de la Namibie à sa véritable indépendance et le retrait total des troupes sud-africaines qui occupent illégalement ce pays.
- La fin de tout acte d’agression directe ou de menace d’agression contre la République d’Angola de la part de l’Afrique du Sud, des États-Unis d’Amérique et de leurs alliés[7]. La déclaration exige également la fin du soutien de l'Afrique du Sud, des États-Unis et de leurs alliés à l'UNITA (Union nationale pour l'indépendance totale de l'Angola) et à d'autres organisations.

La déclaration est signée par José Eduardo dos Santos, président de l'Angola, lors de sa visite à Cuba avec le président cubain Fidel Castro. Le président angolais déclare: "Les gouvernements cubain et angolais réaffirment qu'ils reprendront, de leur propre initiative et dans l'exercice de leur souveraineté, la mise en œuvre du retrait progressif dès que les conditions seront réunies".